# Grad Kilkenny
Grad Kilkenny (irsko Caisleán Chill Chainnigh) je grad v Kilkennyju na Irskem, zgrajen med letoma 1195 in 1213, da bi nadziral prehod čez reko Nore in križanje več poti. To je bil simbol normanske zasedbe in je bil v svojem izvirnem  stanju iz 13. stoletja pomemben za obrambo mesta s štirimi velikimi krožnimi vogalnimi stolpi in ogromnim jarkom, katerega del je viden še danes.
Leta 1967 je bila posest prenesena na prebivalce Kilkennyja za 50 funtov [1], grad pa zdaj upravlja Uprava javnih del. Vrtovi in parki, ki mejijo na grad, so odprti za javnost. Stolp Parade je konferenčni prostor. Od leta 2002 tukaj podeljujejo nagrade in diplome študentom univerze v Maynoothu.

## Lastniki gradu

### Pembroški grofje
Grad Kilkenny je bil zelo pomemben za Richarda Clara, 2. grofa pembroškega, znanega kot Strongbow, ki je v 12. stoletju zgradil prvi grad, verjetno je bil lesen. Anglo-Normani so leta 1173 postavili grad, verjetno na kraju, na katerem je bilo prejšnje prebivališče Maca Giolle Phádraiga, kralja iz Osraiga. Kilkenny je bil del gospostva Leinster, ki je bilo dodeljeno Strongbowu. Njegova hči in dedinja Isabel se je poročila z Williamom Marshallom leta 1189. Grof Marshall je imel velike posesti na Irskem, v Angliji, Walesu in Franciji ter jih je učinkovito upravljal. Geoffreyja Fitz Roberta je imenoval za senešala (dvorni upravitelj) Leinstra in tako se je začelo obdobje razvoja Kilkennyja, vključno z gradnjo gradu in sporazumom o rentah in privilegijih meščanov ali državljanov okraja. Prvi kamniti grad je bil končan leta 1213. To je bila kvadratna oblika gradu s stolpi na vsakem vogalu; trije od prvotnih štirih stolpov so ohranjeni do danes.

### Butlerji Ormondski
James Butler, 3. ormondski grof, je grad kupil leta 1391 in se uveljavil kot vladar območja. Močna družina Butlerjev je bila lastnica gradu več kot 500 let.
Leta 1967 je James Arthur Butler, 6. ormondski markiz, prodal grad odboru za obnovo (Kilkenny Castle Restoration Committee) za 50 £ po obdobju zanemarjanja. 

### Irska država
Odbor za obnovo gradu ga je predal državi, od takrat pa je bil prenovljen in odprt za obiskovalce. Na mestni strani so okrasni vrtovi, na sprednji strani pa obsežna zemljišča in vrtovi. Postal je ena najbolj obiskanih turističnih znamenitosti na Irskem. Zdaj je lastnina v državni oskrbi. Na gradu je del Narodne umetniške galerije.

## Zgodovina
Richard de Clare (znan tudi kot Strongbow) in drugi normanski vitezi so leta 1172 prišli v Kilkenny, visoko posest tik ob reki Nore, kar je bil idealen kraj za gradnjo lesenega stolpa. To je bil lesen grad vrste, znane kot mota.
Ta strateška lokacija je bila tam, kjer so lokalni kralji Osraiga imeli glavno prebivališče pred vdorom Normanov.
Dvajset let kasneje je Clarov zet William Marshal, pembroški grof, na istem kraju zgradil prvi kamniti grad, od katerega še vedno stojijo trije stolpi.
Grad je bil v lasti senešala Kilkennyja, sira Gilberta De Bohuna, ki je nasledil okrožje Kilkenny in grad od svoje matere leta 1270, leta 1300 mu ga je odvzel Edvard I., vendar mu je bil leta 1303 vrnjen, imel ga je do svoje smrti leta 1381. Ni bil dodeljen njegovemu dediču Joanu, ampak ga je zasegla krona in prodala družini Butler.

### Butlerji Ormondski
Grad je postal sedež zelo močne družine Butler Ormonde. Družina Butler (ki je leta 1185 spremenila svoje ime iz FitzWalter) je prišla na Irsko z vdorom Normanov. Prvotno so se nastanili v Gowranu, kjer je James Butler, 3. ormondski grof, leta 1385 zgradil Gowranski grad. Družina je postala bogata, James je leta 1391 kupil grad v Kilkennyju in se uveljavil kot vladar območja. Rodbina Butler je stoletja vladala okolici. Veliko članov družine, vključno z Jamesom, 3. ormondskim grofom, je pokopanih v cerkvi svete Marije Gowran. 
Med številnimi pomembnimi člani družine Butler je bila lady Margaret Butler (okoli 1454 ali 1465−1539), irska plemkinja, hči Thomasa Butlerja, 7. ormondskega grofa. Lady Margaret Butler se je rodila v gradu. Bila je poročena s sirom Williamom Boleynom in je bila po očetu babica Anne Boleyn, druge žene kralja Henrika VIII.
Do 18. stoletja je grad propadal, kar kaže neuspešno usodo družine Butler. Restavrirala ga je Anne Wandesford z gradu Castlecomer in je prinesla bogastvo nazaj v družino po poroki z Janom Butlerjem, 17. ormondskim grofom.
V 19. stoletju so Butlerji nato poskušali obnoviti svojo prvotno srednjeveško podobo, obenem pa obnoviti severno krilo in razširiti južno obzidje. Več razširitev je bilo dodanih leta 1854.
Leta 1904 sta britanski kralj Edvard VII. ter njegova žena kraljica Aleksandra obiskala grad v Kilkennyju.

### Grad v 20. stoletju
Grad je bil glavni sedež ormondskih markizov in njihove družine do leta 1919, ko je umrl James Butler, 3. ormondski markiz. Ker je imel le dve hčerki, je bilo dogovorjeno, da bo zaradi zmanjšanja dvojnega obdavčenja premoženja njegov brat in dedič Arthur Butler, 4. markiz ormondski, zapustil svojo dediščino v korist svojega sina Georgea Butlerja, 5. markiza ormondskega, ki je uporabil vljuden naslov "grof Ossory". Ossoryja sta leta 1921 začela bivati na gradu s svojimi otroki. V 20-ih in 30-ih letih so se nasledstvo naslova in posesti zdeli varni s tremi generacijami neposrednih dedičev moških še vedno živi. Leta 1938 so se Arthur, George in Antony Butler strinjali, da bodo preselili sklad, v katerem so imeli premoženje.
George Butler, grof Ossory, in njegova družina so živeli v gradu do leta 1935, ko so za 6000 funtov prodali vsebino, se preselili v London in ga za 30 let zapustili. Razlog so bili naraščajoči davki in dajatve, gospodarska depresija in življenjski stroški. V Tipperariju in Kilkennyju so se znebili večine svojih najemnih zemljišč. Dajatve in stroški po smrti Jamesa Butlerja, 3. ormondskega markiza, so leta 1919 znašali 166.000 funtov.
Antony Butler, vikont Thurlesa, je nepričakovano umrl leta 1940, zato je po smrti 4. markiza leta 1943 in 5. markiza leta 1949 posestvo podedoval Arthur Butler, 6. markiz in 24. grof ormondski. Leta 1967 je zapuščen in propadajoči grad prodal odboru za grajsko obnovo za simboličnih 50 funtov z izjavo: »Ljudje Kilkennyja, pa tudi jaz in moja družina, smo zelo ponosni na grad in nismo želeli takega poslabšanja, ugotovili smo, da ga ne smemo pustiti propasti do ruševin. Na Irskem je že preveč ruševin.« Od skladov je kupil zemljo pred gradom, »da je nikoli ne bi pozidali, grad pa bi bil videti v vsem svojem dostojanstvu in sijaju«. Prireditev ob predaji je zaznamovala tudi ustanovitev Butlerjeve družbe (The Butler Society) , še vedno uspešne organizacije, ki povezuje, ohranja in združuje družino, ki je nekoč prevladovala na britanskih otokih.

### Konfederacija Irske
V 17. stoletju je grad dobila Elizabeth Preston, žena tedanjega lorda poročnika Irske, drugega Jamesa Butlerja, tudi 12. grofa in 1. ormondskega vojvode. Butler je bil protestant in v vseh irskih konfederacijskih vojnah iz 16. stoletja je bil predstavnik Karla I. na Irskem. Njegov grad je postal sedež katoliškega uporniškega gibanja, Confederate Ireland, katerega parlament ali vrhovni svet se je sestajal na gradu od leta 1642 do leta 1648. Takrat so imeli Ormondi sedež v Dublinu. Vzhodno obzidje in severovzhodni stolp gradu sta bila poškodovana leta 1650 med obleganjem Oliverja Cromwella med cromwellovskim osvajanjem Irske. Kasneje so ju podrli. Leta 1661, ko se je Butler vrnil iz izgnanstva, je preuredil grad v sodoben dvorec. V tem času je bilo zgrajeno novo vhodno poslopje v južnem obzidju.

### Irska državljanska vojna
Med irsko državljansko vojno leta 1922 so republikanci oblegali grad. Ormond se je skupaj s svojim hišnim ljubljenčkom pekinškim psičkom odločil, da ostane v svoji spalnici nad vhodnimi vrati, ki je bil glavni cilj napada. Pred vrati je bil top. Samo en človek je bil poškodovan, vendar je nastala velika škoda in popravilo je trajalo mnogo let. 

## Obnova
V preostalem 20. stoletju so grad obnavljali in vzdrževali ter ga odprli za obiskovalce . V galeriji v grajski kleti so občasne razstave, ki jih pripravlja Društvo umetniških galerij v Kilkennyju na prizorišču, imenovanem po Peggy in Hubertu Butlerju.
Na mestni strani so okrasni vrtovi, na sprednji strani pa zemljišče in vrtovi. Grad je ena najbolj obiskanih turističnih znamenitosti na Irskem. Tu je tudi del Narodne umetniške galerije.
Izkopavanja in gradbena raziskovanja Bena Murtagha v 1990-ih letih so odkrila sledove starejšega gradu, odkril je stranski vhod in del grajskega jarka na strani Parade (zdaj viden), pa tudi izgubljeno jugovzhodno stran gradu.
Vhod je bil skozi (zdaj manjkajoče) vzhodno obzidje. Izkopane so bile tudi številne druge značilnosti prvotnega gradu, vključno z izvirnim kamnitim opornikom in grajskim straniščem. Deli tega gradu so ohranjeni do danes, vendar se je grad v stoletjih spremenil. Južne kurtine že zdavnaj ni več, vhodna vrata so dodatek iz 17. stoletja, večina tega, kar lahko vidimo iz grajskega parka, je rekonstrukcija iz 19. stoletja.